# Лакапель-Вьекан
Лакапе́ль-Вьека́н (фр. Lacapelle-Viescamp, окс. Lacapelle Viescamp) — коммуна во Франции, находится в регионе Овернь. Департамент — Канталь. Входит в состав кантона Ларокбру. Округ коммуны — Орийак.
Код INSEE коммуны — 15088.
Коммуна расположена приблизительно в 440 км к югу от Парижа, в 115 км юго-западнее Клермон-Феррана, в 14 км к западу от Орийака.

## Население
Население коммуны на 2008 год составляло 452 человека.
| 1962 | 1968 | 1975 | 1982 | 1990 | 1999 | 2008 |
| ---- | ---- | ---- | ---- | ---- | ---- | ---- |
| 427  | 351  | 334  | 388  | 438  | 434  | 452  |

## Администрация
| Период | Период | Фамилия          | Партия | Примечания |
| ------ | ------ | ---------------- | ------ | ---------- |
| 2001   | 2008   | Жак Берго        |        |            |
| 2008   |        | Женевьев Дельпюш |        |            |

## Экономика
В 2007 году среди 289 человек в трудоспособном возрасте (15—64 лет) 213 были экономически активными, 76 — неактивными (показатель активности — 73,7 %, в 1999 году было 69,7 %). Из 213 активных работали 200 человек (111 мужчин и 89 женщин), безработных было 13 (5 мужчин и 8 женщин). Среди 76 неактивных 17 человек были учениками или студентами, 36 — пенсионерами, 23 были неактивными по другим причинам.

## Достопримечательности
- Замок Вьекан[фр.] (XV век). Памятник истории с 1994 года[3]

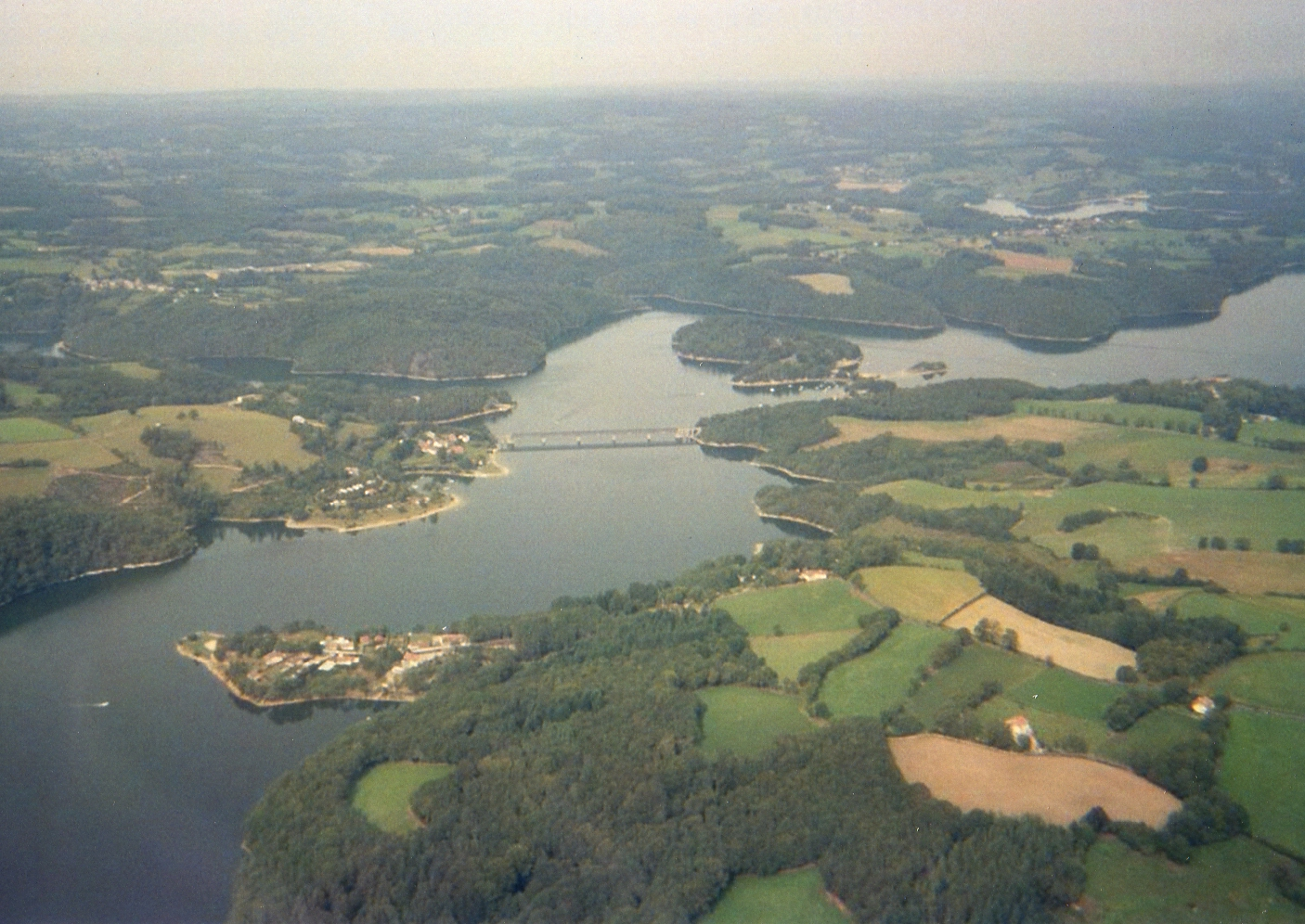
Озеро Рибейре

- Озеро Рибейре